# Campo de Guardias (Madrid)
El Campo de Guardias fue una gran explanada situada a las afueras de Madrid donde se celebraron ejecuciones públicas durante el siglo XIX.

## Descripción
Consistía en una explanada situada en aquel entonces en las afueras de la ciudad de Madrid, al este de la calle de Bravo Murillo y al norte de José Abascal, donde había un polvorín custodiado por un destacamento de guardias y que fue volado en 1843 por las tropas del general Narváez. Desde 1850 fue el lugar de ejecución de los reos condenados a muerte. Allí fueron ajusticiados el cura Merino, quien intentó asesinar a Isabel II, y los que atentaron contra Alfonso XII. En su solar se construyó en 1879 el segundo depósito del Canal de Isabel II entre las calles de Bravo Murillo, José Abascal, Santa Engracia y Ríos Rosas.